# Archipelag Vikna
Archipelag Vikna (nor. Vikna øygruppe) – archipelag w Norwegii w okręgu Trøndelag. Składa się z około 6000 wysp i szkierów, których łączna powierzchnia wynosi 312 km². Trzy największe wyspy archipelagu to Ytter-Vikna, Inner-Vikna i Mellom-Vikna. Stanowią one 70% powierzchni całego archipelagu. Kolejną większą wyspą jest Kalvøya.
Administracyjnie Vikna leży na obszarze gminy Nærøysund. Jeden z jej ośrodków administracyjnych, Rørvik, leży na Inner-Vikna. Wyspy archipelagu zamieszkuje 4578 osób, z czego około 3200 w Rørvik. Do 2020 roku archipelag stanowił odrębną gminę Vikna.